# 福本康之
福本 康之（ふくもと やすゆき 1969年5月25日 - ）は、日本の音楽学者、僧侶。専門領域は、仏教音楽および儀礼。

## 略歴
兵庫県伊丹市生まれ。浄土真宗本願寺派（西本願寺）にて得度（1985年、法名：康之［こうし］）。甲陽学院高等学校、慶應義塾大学を経て、国立音楽大学卒業（音楽学）、同大学院修士課程修了（芸術学修士）、大阪大学大学院文学研究科後期博士課程単位取得退学。国立音楽大学音楽研究所（ベートーヴェン研究部門）研究員、静岡産業大学講師、相愛大学講師など経て、現在、浄土真宗本願寺派総合研究所 仏教音楽・儀礼研究室長。

## 論文・著作
- 国立情報学研究所収録論文（国立情報学研究所）